# Émile Reuter
Pour les articles homonymes, voir Reuter.
Émile Reuter, né le 2 août 1874 à Bofferdange (Luxembourg) et mort le 14 février 1973 à Luxembourg (Luxembourg), est un avocat et homme d'État luxembourgeois. 
Président du gouvernement de Luxembourg de septembre 1918 à mars 1925, il conseille l'abdication de la grande-duchesse Marie-Adélaïde à la suite de la Première Guerre mondiale.

## Biographie
Émile Reuter effectue ses études de droit à Strasbourg, Nancy et Paris entre 1894-1898.
En 1898 il devient avocat au barreau de Luxembourg puis président de l’association populaire catholique en 1903. Il est élu député à la Chambre des députés en 1911.
Il fonde le Parti de la droite en 1914. Il est ministre d’État, président du gouvernement, directeur général des Affaires étrangères de 1918-1925 (28 sept. – 20 mars) et assure les fonctions de directeur général de l’Intérieur de 1918 a 1921.
Il assure les fonctions de président de la Chambre des députés entre 1926 et 1959 et celles de président du Parti chrétien-social entre 1944 et 1964.
En 1957, il est nommé au poste d’ambassadeur du Luxembourg auprès du Vatican.

## Décorations
- Grand-croix de l'ordre de la Couronne de chêne[1],[2] (Luxembourg)
- Grand-croix de l'ordre d'Adolphe de Nassau[1] (Luxembourg)
- Grand cordon de l'ordre de Léopold[1] (Belgique)
- Grand officier de la Légion d'honneur[1] (France)
- Grand-croix de l'ordre de Pie IX[1] (Vatican)
- Grand-croix de l'ordre des Saints-Maurice-et-Lazare[1] (Italie)
- Grand-croix de l'ordre « Polonia Restituta »[1] (Pologne)
- Grand-croix de l'ordre du Lion néerlandais[1] (Pays-Bas)
- Grand cordon rouge de l'ordre de Skanderbeg (en)[1] (Albanie)
- Grand-croix de l'ordre du Soleil[1] (Pérou)
- Grand-croix de l'ordre de l'Étoile[1] (Éthiopie)
- Grand-croix de l'ordre de la Couronne d'Italie[1] (Italie)
- Récipiendaire de la médaille de la Liberté avec palme d'argent[1] (États-Unis)
- Grand-croix de l'ordre du Mérite de la République italienne[1] (Italie)
- Grand-croix de l'ordre de Saint-Grégoire-le-Grand[1] (Vatican)